# 田内季宇
田内 季宇（たうち ときひろ、1992年4月18日 - ）は日本の俳優。東京都出身。fennec所属。愛称はとっきー。

## 略歴
2023年1月、MIRAIプロダクションからfennecへ移籍。

## 人物
- 幼稚園の頃の将来の夢は忍者。[3]
- 趣味は、草野球、ジャグリング、珈琲。特技はダンス、二十四式太極拳、パントマイム。[4]
- 高校3年時の文化祭のクラス発表である演劇経験が芸能界を目指したきっかけ。オーディションに臨むクラスメイトの準備やパフォーマンスに圧倒され、その悔しさから演劇の勉強をはじめた。[5]
- 肌が弱く、柑橘系の基礎化粧品や入浴剤等は使えない。[6]
- MANKAI STAGE『A3!』で共演した水江建太のことは、初顔合わせの際に、“顔が良い”との感想を持った。[7]
- 2023年1月9日、ミライプロダクションから系列新事務所のfennecへ移籍。

## 出演

### 舞台
- ミュージカル『刀剣乱舞』〜幕末天狼傳〜（2016年9月24日 - 2017年1月15日） - 新選組隊士、大太刀など[8]
- RICE on STAGE「ラブ⽶」- 黒太閤 役[9]
  - 〜Endless rice riot〜（2017年11月17日 - 26日、品川プリンスホテル クラブeX）
  - スペシャルイベントお米のつどい（2018年1月30日、アニメイト池袋本店）
  - Festival in バレンタイン（2018年2月14日 - 17日、品川プリンスホテル クラブeX）
  - 〜I'll give you rice〜（2018年4月21日 - 30日、品川プリンスホテル クラブeX）
  - 〜Rice will come〜（2021年11月18日 - 28日、品川プリンスホテル クラブeX）
- MANKAI STAGE『A3!』 - 迫田ケン 役[10]
  - 〜SPRING & SUMMER 2018〜（2018年6月28日 - 7月16日、天王洲 銀河劇場 他/10月26日 - 11月4日、天王洲 銀河劇場）
  - 〜AUTUMN & WINTER 2019〜（2019年1月31日 - 3月24日、日本青年館ホール 他）
  - 〜SPRING 2019〜（2019年4月25日 - 6月2日、天王洲 銀河劇場 他）
  - Film Collection 2019 in Kobe（2019年7月26日 - 8月18日、AiiA 2.5 Theater Kobe）
  - 〜AUTUMN 2020〜（2020年1月18日 - 3月1日、品川プリンスホテル ステラボール 他）
  - 〜Four Seasons LIVE 2020〜（2020年9月17日 - 20日、東京ガーデンシアター）
  - Film Collection 2021 in Tachikawa（2021年6月2日 - 6月27日、TACHIKAWA STAGE GARDEN）
  - Troupe LIVE 〜AUTUMN 2021〜（2021年12月8日 - 12日、東京国際フォーラム）
  - ACT2! 〜SUMMER 2022〜　（2022年7月 - 8月、TACHIKAWA STAGE GARDEN 他）
  - ACT2! 〜AUTUMN 2022〜　（2022年11月 - 12月、TOKYO DOME CITY HALL 他）
  - 〜Four Seasons LIVE 2024〜（2024年10月31日 - 11月4日、東京ガーデンシアター）[11]
  - ACT3! 2025（2025年3月22日 - 5月10日、KAAT神奈川芸術劇場 ホール）[12]
- MEMORY BOYS〜想い出を売る店〜（2018年8月21日 - 9月26日、サンリオピューロランド） - マーチ 役[13]
- いえないアメイジングファミリー（2019年10月16日 - 10月22日、シアターブラッツ） - 泥棒 役
- ミュージカル『新テニスの王子様』 - 松平親彦 役
  - The First Stage（2020年12月12日 - 2021年2月14日、日本青年館ホール 他）[14]
  - Revolution Live 2022（2022年10月6日 - 10日、幕張メッセ 幕張イベントホール）[15]
- 舞台『弱虫ペダル』SPARE BIKE篇〜Heroes!! 〜[16]（2021年3月19日 - 3月28日、サンケイブリーゼ） - 井尾谷諒 役[17]
- 恋するアンチヒーロー（2021年9月4日 - 9月12日、赤坂RED/THEATER） - 新田 役[18]
- ステージ『エロイカより愛をこめて』（2023年5月11日 - 14日、渋谷区文化総合センター大和田 さくらホール） - 絵画「紫を着る男」 役[19]
- 『ワールドトリガー the Stage』B級ランク戦開始編（2023年8月5日 - 27日、シアター1010 他） - 諏訪洸太郎 役[20]
- 舞台『夢職人と忘れじの黒い妖精』（2024年8月2日 - 12日、シアターH） - ヴィクトル 役[21][22]
- Boys☆Act 〜camellia『パニックカフェ』（2025年1月18日 - 2月1日、神戸三宮シアター・エートー） - 店員 役[23]

### ドラマ
- 「弱くても勝てます」武宮高校野球部員

### 映画
- 「さざ波ラプソディー」 - 河合樹久 役[24]
- MANKAI MOVIE『A3!』〜SPRING & SUMMER〜（2021年12月3日公開） - 迫田ケン 役[25]
- MANKAI MOVIE『A3!』〜AUTUMN & WINTER〜（2022年3月4日公開） - 迫田ケン 役[26]

### CM
- 京急電鉄（2015年）

### ミュージックビデオ
- Brian the Sun／『隼』